# 4097 Цуруґісан
4097 Цуруґісан (4097 Tsurugisan) — астероїд головного поясу, відкритий 18 листопада 1987 року.
Тіссеранів параметр щодо Юпітера — 3,620.
Названо на честь Цуруґісан (яп. つるぎさん(剣山) цуруґісан).